# Władisław Jełakow
Władisław Jełakow, kaz./ros. Владислав Ыелаков (ur. 27 stycznia 1990 w Omsku) – kazachski hokeista rosyjskiego pochodzenia grający na pozycji napastnika (centra).

## Kariera
Władisław Jełakow karierę rozpoczął w juniorach Awangarda Omsk, skąd w 2007 roku przeszedł do drugiej drużyny występującej w Pierwaja Liga, w której występował do 2008 roku. Następnymi klubami w karierze Jełakowa były kluby lig Pierwaja Liga, MHL: Gazowik Tiumeń (2008–2009), Awtomobilist Jekaterynburg (2009–2010), Sibirskie Snajpiery Nowosybirsk (2010), Kristałł Bierdsk (2010–2011).
Potem wyjechał do Kazachstanu, gdzie w latach 2011–2018 występował w kazachskiej lidze, w której rozegrał 306 meczów w fazie zasadniczej, w których zdobył 151 punktów (57 goli, 94 asysty) oraz spędził 209 minut na ławce kar, natomiast w fazie play-off rozegrał 43 mecze, w których zdobył 15 punktów (5 goli, 10 asyst) oraz spędził 18 minut na ławce kar. W tym czasie reprezentował barwy klubów: Arłan Kokczetaw (2011–2012), Barys-2 Astana (2012–2013), Nomad Astana (2013–2014 – dwukrotne mistrzostwo Kazachstanu (2014, 2015) oraz Puchar Kazachstanu 2014), Jertys Pawłodar (2014), Arłan Kokczetaw (2014–2016), HK Ałmaty (2016–2017) oraz HK Temyrtau (2017–2018).
10 września 2018 roku został zawodnikiem klubu Polskiej Hokej Ligi – Orlika Opole, w którym od razu stał się jednym z ważnych zawodników drużyny prowadzonej przez trenera Jacka Szopińskiego. 21 grudnia 2018 roku wraz z Aleksandrem Gołowinem rozwiązał kontrakt z opolskim klubem z powodu zaległości finansowych.
28 grudnia 2018 roku wraz z Aleksandrem Gołowinem podpisał kontrakt z PHK Gdańsk, z którym 19 lipca 2019 roku przedłużyli kontrakt z gdańskim klubem do końca sezonu 2019/2020, po czym odeszli z klubu, a trzy miesiące później klub z powodu problemów finansowych i kadrowych zakończył swoją działalność.

## Kariera reprezentacyjna
Władisław Jełakow do tej pory nie miał okazji wystąpić w żadnej seniorskiej reprezentacji w oficjalnym meczu. Wystąpił w reprezentacji Kazachstanu podczas Zimowej Uniwersjady 2015 w hiszpańskiej Grenadzie, w której zorganizowano turniej hokeja na lodzie oraz w słowackim Szczyrbskim Jeziorze. Podczas turnieju Jastrzębie awansowały do finału, w którym przegrały 3:1 z reprezentacją Rosji 3:1 i tym samym na turnieju zdobyły srebrny medal.

## Statystyki
M = rozegrane mecze; G = Gole; A = asysty; Pkt = punkty; Min = minuty na ławce kar

### Klubowe
| 2007-2008    | Awangard-2 Omsk                 | RUS-3        | 46  | 4  | 9  | 13  | 28  | −  | − | −  | −  | −  |
| 2008-2009    | Gazowik Tiumeń                  | RUS-3        | 22  | 5  | 3  | 8   | 10  | −  | − | −  | −  | −  |
| 2009-2010    | Awtomobilist Jekaterynburg      | MHL          | 10  | 0  | 0  | 0   | 6   | 0  | − | −  | −  | −  |
| 2009-2010    | Sibirskie Snajpiery Nowosybirsk | MHL          | 14  | 1  | 4  | 5   | 8   | -2 | − | −  | −  | −  |
| 2010-2011    | Kristałł Bierdsk                | RUS-3        | −   | −  | −  | −   | −   | −  | − | −  | −  | −  |
| 2011-2012    | Arłan Kokczetaw                 | OMRK         | 36  | 9  | 5  | 14  | 16  | 2  | 0 | 0  | 0  | 0  |
| 2012-2013    | Barys-2 Astana                  | OMRK         | 53  | 12 | 16 | 28  | 42  | 5  | 0 | 2  | 2  | 6  |
| 2013-2014    | Nomad Astana                    | OMRK         | 19  | 4  | 9  | 13  | 8   | −  | − | −  | −  | −  |
| 2013-2014    | Jertys Pawłodar                 | OMRK         | 18  | 3  | 6  | 9   | 8   | 12 | 2 | 3  | 5  | 4  |
| 2014-2015    | Jertys Pawłodar                 | OMRK         | 14  | 1  | 2  | 3   | 4   | −  | − | −  | −  | −  |
| 2014-2015    | Arłan Kokczetaw                 | OMRK         | 26  | 5  | 14 | 19  | 30  | 11 | 1 | 3  | 4  | 2  |
| 2015-2016    | Arłan Kokczetaw                 | OMRK         | 46  | 8  | 10 | 18  | 14  | 5  | 0 | 0  | 0  | 2  |
| 2016-2017    | HK Ałmaty                       | OMRK         | 51  | 10 | 22 | 32  | 63  | 4  | 1 | 2  | 3  | 4  |
| 2017-2018    | HK Temyrtau                     | OMRK         | 43  | 5  | 10 | 15  | 24  | 4  | 1 | 0  | 1  | 0  |
| 2018-2019    | Orlik Opole                     | PHL          | 29  | 19 | 18 | 37  | 22  | −  | − | −  | −  | −  |
| 2018-2019    | PHK Gdańsk                      | PHL          | 11  | 5  | 7  | 12  | 6   | 9  | 1 | 3  | 4  | 2  |
| 2019-2020    | PHK Gdańsk                      | PHL          | 39  | 10 | 9  | 19  | 14  | 5  | 0 | 0  | 0  | 4  |
| RUS-3 Ogółem | RUS-3 Ogółem                    | RUS-3 Ogółem | 68  | 9  | 12 | 21  | 38  | −  | − | −  | −  | −  |
| MHL Ogółem   | MHL Ogółem                      | MHL Ogółem   | 24  | 1  | 4  | 5   | 14  | −  | − | −  | −  | −  |
| OMRK Ogółem  | OMRK Ogółem                     | OMRK Ogółem  | 306 | 57 | 94 | 151 | 209 | 43 | 5 | 10 | 15 | 18 |
| PHL Ogółem   | PHL Ogółem                      | PHL Ogółem   | 79  | 34 | 34 | 68  | 42  | 14 | 1 | 3  | 4  | 6  |

### Reprezentacyjne
| Rok    | Drużyna    | Turniej | Miejsce |   | M | G | A | Pkt | Min |
| ------ | ---------- | ------- | ------- | - | - | - | - | --- | --- |
| 2015   | Kazachstan | Uni     |         | 5 | 1 | 1 | 2 | 4   |     |
| Ogółem | Ogółem     | Ogółem  | Ogółem  | 5 | 1 | 1 | 2 | 4   |     |

## Sukcesy

### Jertys Pawłodar
- Mistrzostwo Kazachstanu: 2014, 2015
- Puchar Kazachstanu: 2014

### Reprezentacyjne
- Wicemistrzostwo Uniwersjady: 2015

## Życie prywatne
Władisław Jełakow jest synem rosyjskiego hokeisty – Siergieja.